# Karol Dzieduszycki
Karol Dzieduszycki herbu Sas (ur. 7 września 1847 we Lwowie, zm. 14 września 1902) – ziemianin, wojskowy austriacki oraz polityk demokratyczny, poseł na galicyjski Sejm Krajowy i do austriackiej Rady Państwa, hrabia.

## Życiorys
Ukończył kolegium jezuickie w Tarnopolu a następnie kształcił się w Theresianum w Wiedniu (1859-1861). Studiował także w Akademii Rolniczej w Dublanach. W latach 1864–1867 służył w legionie austriackim w Meksyku. Od cesarza Maksymiliana otrzymał medal waleczności, a w 1867 był jednym ze świadków jego rozstrzelania.
Po powrocie do Galicji w 1867 zajął się sprawami rodzinnego majątku w Sichowie, w pow. stryjskim. Ufundował w nim m.in. kaplicę rzymskokatolicką. W swoim majątku prowadził wzorcową gospodarkę leśną oraz stadninę koni. Był organizatorem wystaw rolniczych. Był prezesem Galicyjskiego Towarzystwa Łowieckiego.
Członek Rady Powiatu (1875-1902) oraz członek (1893), wiceprezes (1904) i prezes (1895-1902) Wydziału Powiatowego w Stryju.
Aktywny politycznie, działał w ramach stronnictwa demokratycznego w Galicji. Był posłem do Sejmu Krajowego Galicji VII kadencji (28 grudnia 1895 - 9 lipca 1901), wybrany w kurii IV (gmin wiejskich) z okręgu wyborczego nr 33 (Stryj). Zajmował się w sejmie sprawami szkolnymi oraz prawem budowlanym. Uchodził za znawcę spraw ruskich, pozostawał w bliskich stosunkach z metropolitą Andrijem Szeptyckim i działał na rzecz zbliżenia polsko-ukraińskiego. Był także posłem do austriackiej Rady Państwa X kadencji (31 stycznia 1901 - 14 września 1902) wybranym w kurii IV (gmin wiejskich) z okręgu wyborczego nr 15 (Stryj-Skole-Żydaczów-Mikołajów-Żurawno-Drohobycz-Medenice-Podbuż). Po jego śmierci mandat objął 9 grudnia 1902 Henryk Starzeński. W parlamencie należał do grupy posłów demokratycznych Koła Polskiego w Wiedniu.
Zmarł w majątku w Sichowie.

## Odznaczony
W 1898 został kawalerem austriackiego Orderu Leopolda.

## Rodzina
Urodził się w rodzinie ziemiańskiej. Syn Maurycego Ignacego (1813-1877 i jego pierwszej żony Karoliny Zagórskiej (1818-1855). Miał rodzeństwo: braci Augusta Piusa (1844-1922), Maurycego Antoniego (1850-1913), Franciszka Ksawerego (1852-1896), Andrzeja (1853-1906) i Tomasza (1854-1907) oraz siostry: Anielę (1841-1906), Domicelę (ur. 1849). 20 marca 1870 ożenił się z Anną Eulalią z Dzieduszyckich (ur. 1874) z którą miał dwie córki: Melanię (1871-1942), żonę barona Franciszka Heydela (1866-1939) i Tymoteę (1876-1972) żonę Franciszka Bocheńskiego (1867-1945).